# Alfons Barceló Ventaiol
Alfons Barceló Ventaiol (Palma, 1943) és un economista balear.
Va estudiar ciències econòmiques a la Universitat de Barcelona (1968) i es doctorà a la Universitat de València amb la tesi Reproducció econòmica i modes de producció (1978). Des de 1993 és catedràtic de teoria econòmica a la Universitat de Barcelona, Ha impulsat les revistes Economia Política, Mientras Tanto, Recerques i altres. Ha publicat articles a revistes especialitzades i en el Diari de Barcelona, El País i Última Hora. Ha publicat Reproducción econòmica y modos de producción (1981), Teoría económica de los bienes autoreproducibles (1988), Filosofía de la economía. Leyes, teorías y modelos (1982). Ha traduït el Philosophical Dictionary (2003) de Mario Bunge (publicat per l'Institut d'Estudis Catalans el 2017 amb el títol Diccionari filosòfic).